# Хиндос
Хиндос (на шведски: Hindås) е град в югозападната част на Швеция, лен Вестра Йоталанд, община Херюда. Намира се на около 380 km на югозапад от столицата Стокхолм и на около 30 km на изток от центъра на лена Гьотеборг. Има жп гара. Населението на града е 3019 жители, по приблизителна оценка от декември 2017 г.